# Sickology 101
Albums de Tech N9ne
Killer
(2008) K.O.D.
(2009)
Singles
1. Red Nose
Sortie : 31 mars 2009
2. Sickology 101
Sortie : 31 mars 2009
3. Nothin'
Sortie : 14 avril 2009

Sickology 101 est le neuvième album studio du rappeur Tech N9ne, sorti le 28 avril 2009, et le deuxième de la série Collabos. Avant sa sortie, l'album était sous-titré The Study of Being Sick, mais ce sous-titre a été supprimé lors de la publication définitive.
L'album s'est classé 2e au Top Independent Albums, 12e au Top R&B/Hip-Hop Albums et 19e au Billboard 200.

## Liste des titres
| No  | Titre | Contient un (des) sample(s) de | Durée |
| --- | --- | --- | ----- |
| 1.  | Sickology 101 (featuring Chino XL et Crooked I)                                                                                | | 3:43  |
| 2.  | Midwest Choppers 2 (featuring K-Dean et Krayzie Bone)                                                                          | | 4:34  |
| 3.  | Ghetto Love (featuring Krizz Kaliko et Kutt Calhoun)                                                                           | | 5:15  |
| 4.  | Poh Me Anutha (featuring Kutt Calhoun et Potluck)                                                                              | | 4:09  |
| 5.  | We Kixin' It (featuring Ron Ron et The Popper)                                                                                 | | 3:43  |
| 6.  | Nothin' (featuring Big Scoob et Messy Marv)                                                                                    | | 3:46  |
| 7.  | Let Me In (featuring Cash Image et D-Loc Da Chop)                                                                              | | 5:53  |
| 8.  | In the Air (featuring Craig Smith et Nesto the Owner)                                                                          | | 4:18  |
| 9.  | Blown Away | The Bridge Is Over des Boogie Down Productions Bia Bia de Lil' Jon, The East Side Boyz, Ludacris et Too $hort featuring Big Kapp et Chyna White | 4:51  |
| 10. | Party & Bullshit (featuring Big Ben et Shadow)                                                                                 | | 4:25  |
| 11. | Grammy's (Skit) (featuring Below Zero, Chandra Palmer, Dana Perkins, Irv Da Phenom, Krizz Kaliko, Rob Rebeck & Valerie Knight) | | 1:14  |
| 12. | Sorry N' Shit (featuring 57th Street Rogue Dog Villians)                                                                       | City 2 City des Kottonmouth Kings | 5:50  |
| 13. | Dysfunctional (featuring Big Scoob & Krizz Kaliko))                                                                            | La Di Da Di de Doug E. Fresh et Slick Rick Hail Mary de 2Pac featuring Kastro, Prince Ital Joe et Young Noble                                   | 4:00  |
| 14. | Far Away (featuring Krizz Kaliko)                                                                                              | | 3:38  |
| 15. | Spelling Bee (Skit) (featuring Makzilla et Rob Rebeck)                                                                         | | 1:15  |
| 16. | Creepin' (featuring B.G. Bulletwound et Paul Mussan)                                                                           | | 5:05  |
| 17. | Red Nose | | 5:27  |
| 18. | Bootlegger (Skit) / Areola / Bootlegger (Outro) (interprété par 816 Boyz)                                                      | | 4:29  |

| 19. | Take It Off (featuring K-Dean et Lady Q) | 5:09 |